# Skały subwulkaniczne

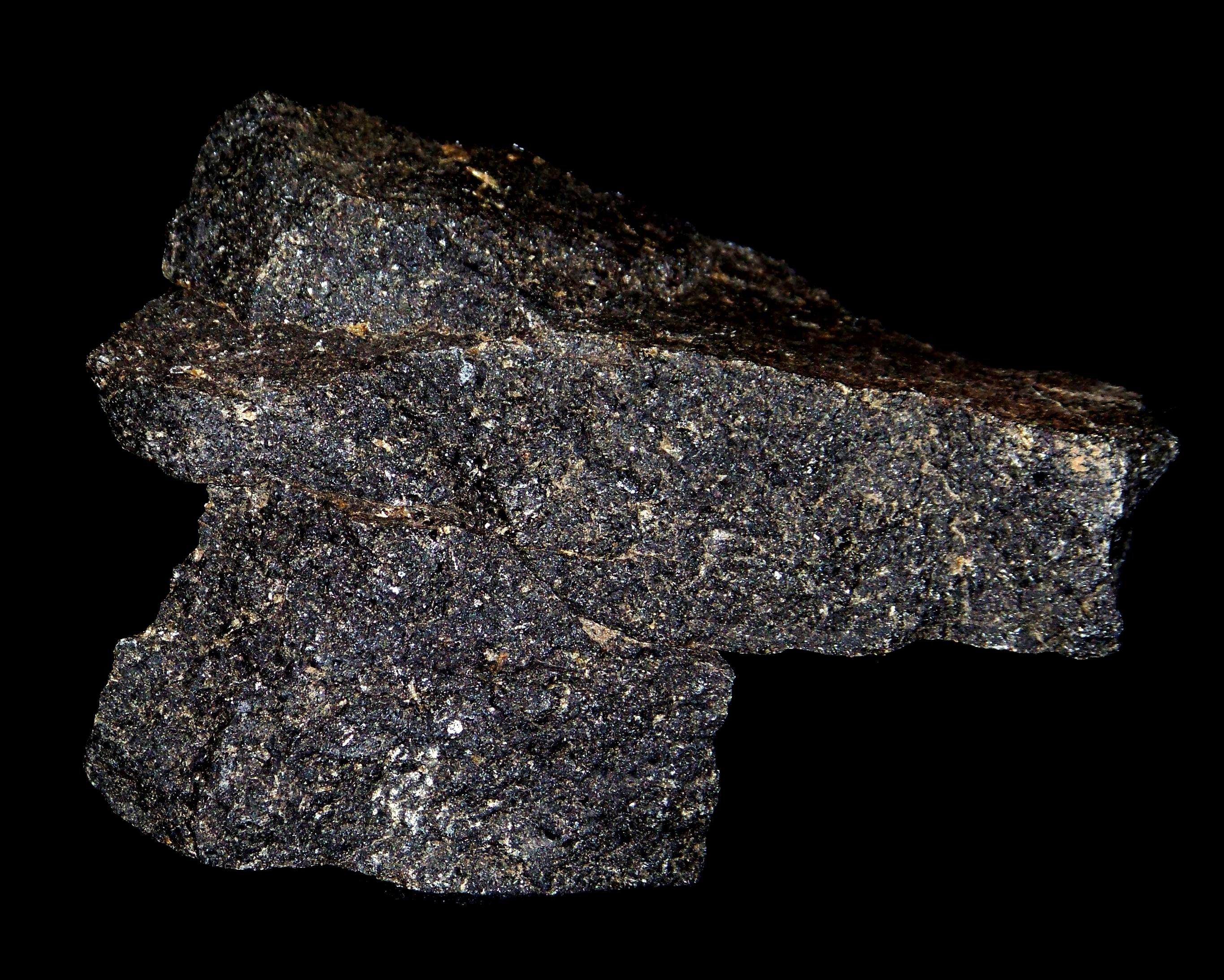
Przykład skały subwulkanicznej - Diabaz

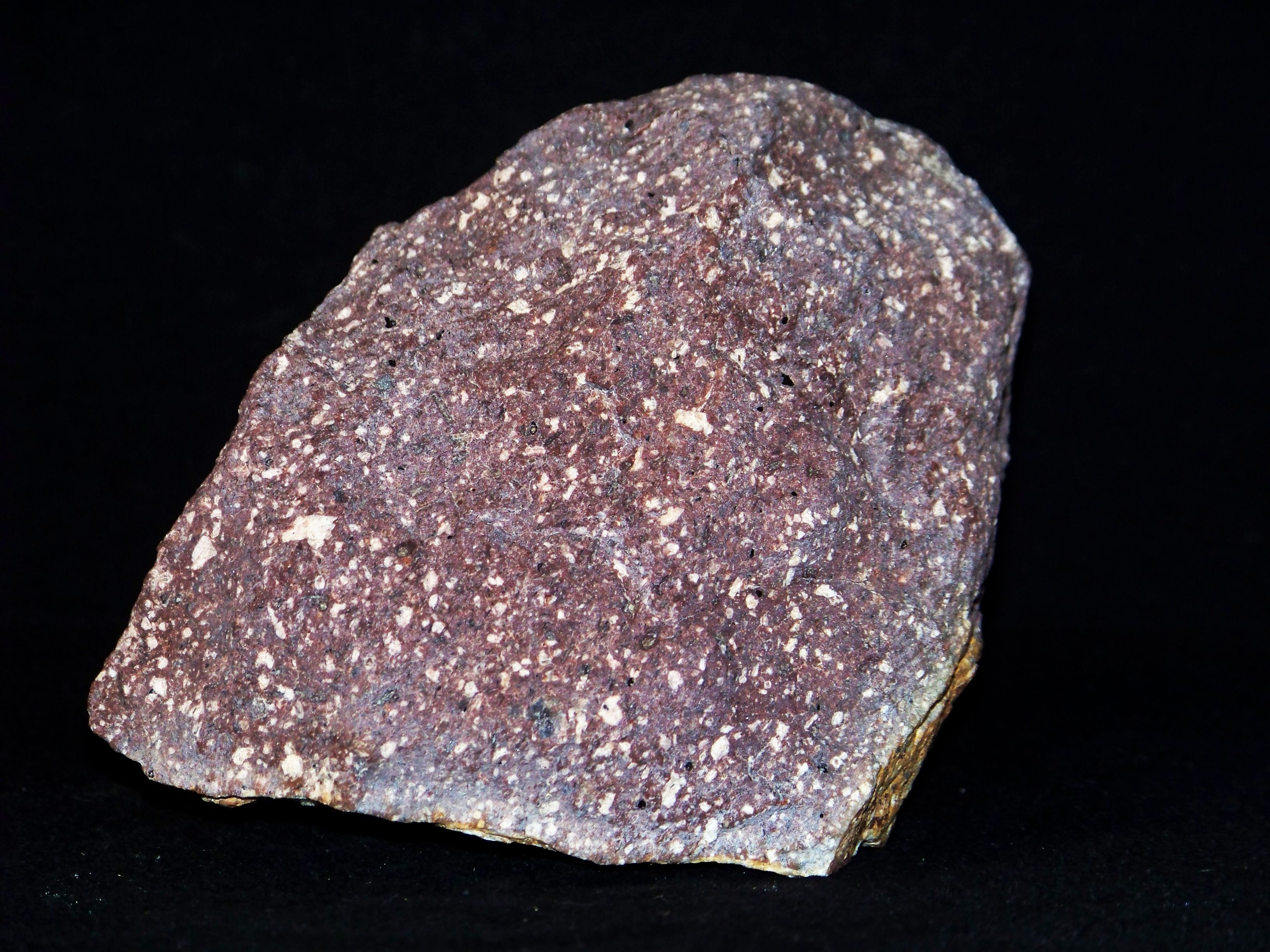
Przykład skały subwulkanicznej - Porfir

Skały subwulkaniczne należą do skał magmowych głębinowych powstałych poprzez zakrzepnięcie magmy, która nie zdołała się wydostać na powierzchnię Ziemi (zob. → skały wylewne) i zakrzepła na niewielkich głębokościach – do 1 km. Skały te tworzą intruzje o niewielkich rozmiarach, lecz występujące w różnych formach: lakkolity, pnie wulkaniczne, żyły kominowe, sille i dajki.
Skały subwulkaniczne posiadają tekstury afanitowe, porfirowe, rzadziej fenokrystaliczne, drobnoziarniste. Ciasto skalne skał subwulkanicznych ma zwykle teksturę holokrystaliczną, ale bardzo drobnokrystaliczną. Struktury skał subwulkanicznych są najczęściej zbite i bezładne.
Jako przykłady tych skał można podać diabazy, porfiry, lamprofiry, czasem karbonatyty, oraz inne skały żyłowe.